# Wohnhaus Poisentalstraße 102

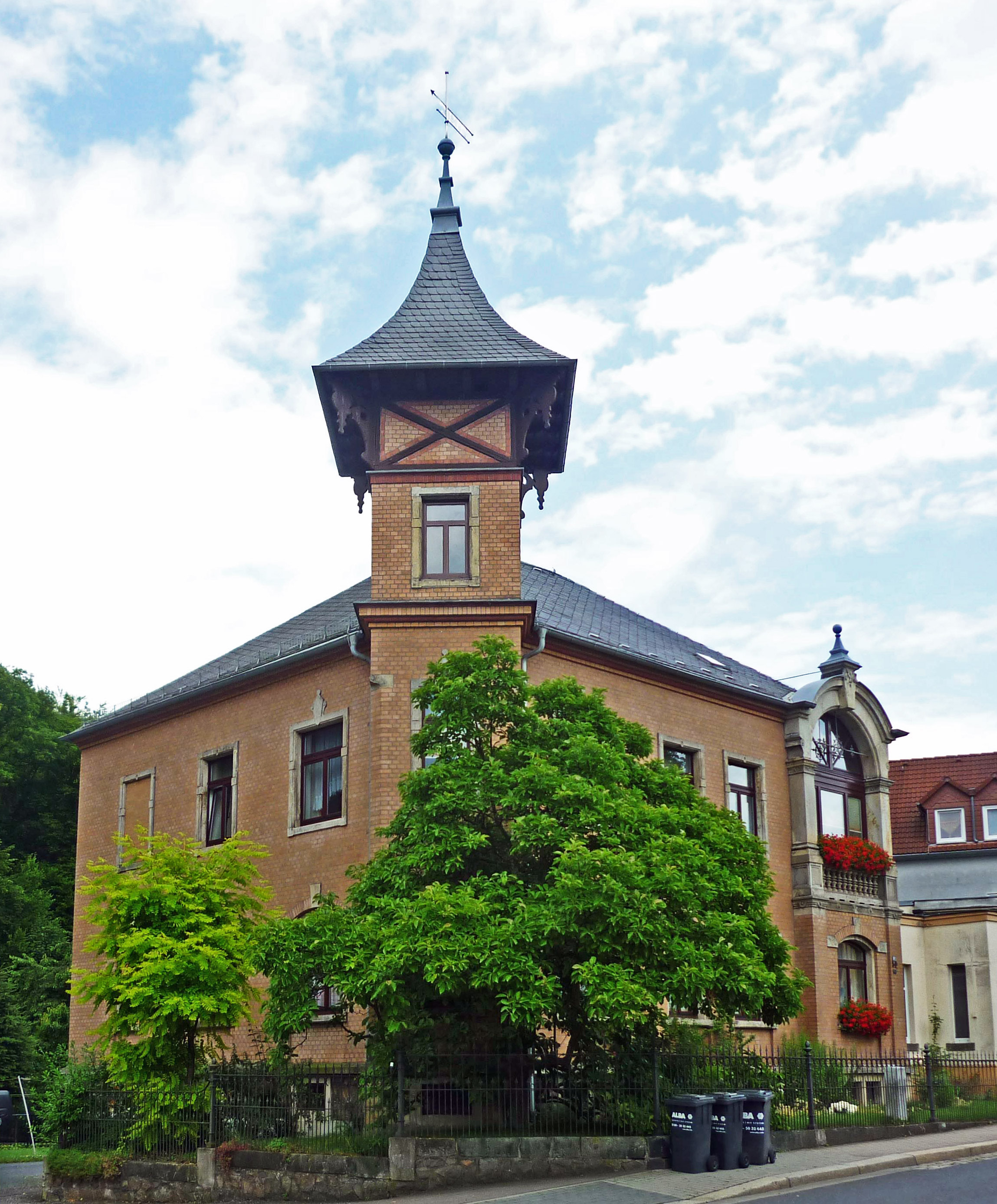
Ansicht von der Poisentalstraße, 2014

Das Wohnhaus Poisentalstraße 102 ist ein denkmalgeschütztes Gebäude im Freitaler Stadtteil Niederhäslich. Es wurde Ende des 19. Jahrhunderts erbaut und hat Tradition als Standort des Bäckereihandwerks im Ort.
Das Gebäude befindet sich an der Poisentalstraße Ecke Am Dorfplatz in unmittelbarer Nähe des Gasthofs Poisental und der Niederhäslicher Mühle. Es hat eine Grundfläche von etwa 12 × 15 m und zwei Geschosse, die durch ein Walmdach gedeckt sind. Die Nordwestecke des Wohnhauses wird mit einem Eckrisaliten mit Turmaufsatz betont, der ein Geschoss höher ist als das übrige Gebäude und ein spitzes Dach mit weit überstehender Traufe besitzt. Der obere Teil des Turms ist in Fachwerk ausgeführt. Am südlichen Ende der Seite zur Poisentalstraße befindet sich ein weiterer Risalit mit einem großen Fenster im Obergeschoss. Ursprünglich in Richtung Poisentalstraße und gen Norden befindliche Dachgauben sind nicht erhalten geblieben.
Der Klinkerbau entstand 1898 und war ab 1902 im Besitz einer Bäckerfamilie. Die Bäckerei befand sich im benachbarten Haus Poisentalstraße 104. Beide Gebäude wurden durch einen Flachbau, in dem auch die Verkaufsräume waren, verbunden. Die alte Bäckerei kam 1994 zurück in Privathand und das Haus wurde durch einen Neubau ersetzt, wobei der Standort als Bäckerei erhalten blieb und auch weiterhin in einem Flachbau zwischen der 102 und 104 verkauft wird.
Aufgrund der baugeschichtlichen Bedeutung wurden das Wohnhaus sowie die Einfriedung des Grundstücks, ein eiserner Zaun mit Natursteinsockel, in die Kulturdenkmalliste aufgenommen.